# Gnathonaroides
Gnathonaroides pedalis és una espècie d'aranya araneomorfa de la subfamília Erigoninae, dins de la família Linyphiidae. És l'únic membre del gènere monotípic Gnathonaroides.
Fou descrit per primera vegada per S. C. Bishop & C. R. Crosby l'any 1938.

## Distribució
És un endemisme dels Estats Units i el Canadà, a l'est de les Muntanyes Rocalloses.